# Reményi-díj
A Reményi-díj eredetileg magyar zenei díj volt. 1903-tól 1950-ig a budapesti Liszt Ferenc Zeneművészeti Főiskolán, 1975 és 1982 között a Torontói Egyetem zenei fakultásán évente adták ki az intézmény legkiválóbb hegedűs növendékének. A díj nem Reményi Ede hegedűművész után kapta a nevét, hanem az alapító Reményi Mihály hangszerész és budapesti cége után.

## Története
A díjat Reményi az 1902/1903-as tanévben alapította azzal a céllal, hogy értékes mesterhangszerhez juttasa a Zeneakadémián tanuló legkiválóbb növendékeket. A díj odaítéléséről a főiskolai tanári kar és igazgatóság tagjaiból álló zsűri döntött minden tanév végén. A díjat nem adták ki az 1918/19-es, az 1944/45-ös és az 1945/46-os tanévekben.
A Reményi hangszertelepnek is nevezett családi céget 1950-ben államosították. A Reményi-díj ekkor megszűnt.
A Reményi család tagjai az ötvenes évek végén emigráltak Magyarországról. Új üzletüket Reményi House of Music Ltd. néven Torontóban nyitották meg. Reményi Mihály unokája, Michael Remenyi a díjat újra megalapította itt, és hét éven át ítélték oda 1975 és 1982 között.

## A díj
A díj Magyarországon a Reményi cég által készített mesterhegedű volt. 1907-ben a díjazott egy 600 korona értékű Gasparo da Salò-féle hegedűutánzatot kapott, amelyet csiga helyett Hubay Jenő fejszobra díszített.

## Díjazottak
Budapesti díjazottakː
| - Kőszegi Sándor (1903), - Weltmann Ferenc (1904), - Weltmann Rózsi (1906), - Telmányi Emil (1907), - Eddie Brown (1908), - Loblovitz Béla (1909), - Temesváry János (1910), - Linz Márta (1911), - Benkő Alice (1912), - Bognár Árpád (1913), - Gróf Miklós (1914), - Roósz Emil (1915), - Kürthy Zoltán (1916), - Hegedűs Hermin (1917), - Kálmán Lilla (1918), - Hajós László (1920), - Votisky Ilona (1921), - Nagy János (1922), - Gertler Endre (1923), - Szentgyörgyi László (1924), - Faragó István (1925), - Weichherz Irén (1926), | - Takács Alice (1927), - Fischer [Halász-Fischer] Annie (1928), - Végh Sándor (1929), - Wachtel László (1930), - Dömötör Tibor (1931), - Magyar Tamás (1932), - Bardócz Margit (1933), - Lengyel Gabriella (1934), - Kuttner Mihály (1935), - Balázs Frigyes (1936), - Varga Tibor (1937), - Weinberg Ákos (1939), - Martzy Johanna (1940), - Banyák Kálmán (1941), - Cserfalvi Eliz (1942), - Hidy Márta (1943), - Gérecz Árpád (1944), - Vadas Ágnes (1946), - Bakonyi Klára (1947), - Kovács Dénes (1948), - Fodor Zsuzsanna (1949), - Kocsis Albert (1950). |

Torontói díjazottak
- Edward Lecouffe (1975),
- John Lowry (1976),
- Mark Friedman (1977),
- Wendy Rose (1977),
- Elizabeth Dolin (1978),
- Janice Bing Wo, Martha Champbell, Ron HAY és a Perry Foster String Quartet (1979),
- Marie Bérard (1980),
- Paule Préfontaine (1981) és Susan Cottrell (1982).